# Benoît Barbier
Pour les articles homonymes, voir Barbier.
Benoît Barbier, né en 1948, est un photographe et cinéaste français, connu notamment pour la réalisation exigeante de L'Amour conjugal, d'après l'œuvre éponyme de Pascal Quignard.
Anne Pons le définit en 1993 comme « le plus grand photographe de plateau actuel ». La liste des films sur lesquels il a travaillé et les ouvrages qu'il a publié sur ces expériences tendraient à conforter cette opinion.
On ne trouve aucune trace de l'activité de Benoît Barbier après l'échec, sans doute injuste, de L'amour conjugal.

## Photographe de plateau
- 1986 : Le Môme d’Alain Corneau
- 1990 : Cyrano de Bergerac de Jean-Paul Rappeneau
- 1990 : Le Mari de la coiffeuse de Patrice Leconte
- 1991 : Tous les matins du monde d’Alain Corneau
- 1991 : L'Amant de Jean-Jacques Annaud
- 1992 : Un cœur en hiver de Claude Sautet
- 1993 : Germinal de Claude Berri
- 1994 : Le Colonel Chabert d’Yves Angelo

## Réalisateur
- 1995 : L'Amour conjugal

## Auteur
- Acteurs au travail, co-auteur (photos) avec Marc Esposito (texte), Grasset, 1981
- Fort Saganne, co-auteur (photos) avec Marc Esposito (texte), Édi-monde, 1984[2]
- L'Amant co-auteur (photos) avec Jean-Jacques Annaud (texte), Grasset, 1992
- Germinal blues, souvenirs et photos du tournage, Editions Hoebeke, 1993